# بيير إتش. فنسنت
بيير إتش. فنسنت هو محامي وسياسي كندي، ولد في 2 أبريل 1955 في تروا ريفيير في كندا. نشط حزبياً في الحزب الكندي التقدمي المحافظ. وقد انتخب عضو مجلس العموم الكندي.